# Baie de Kealakekua

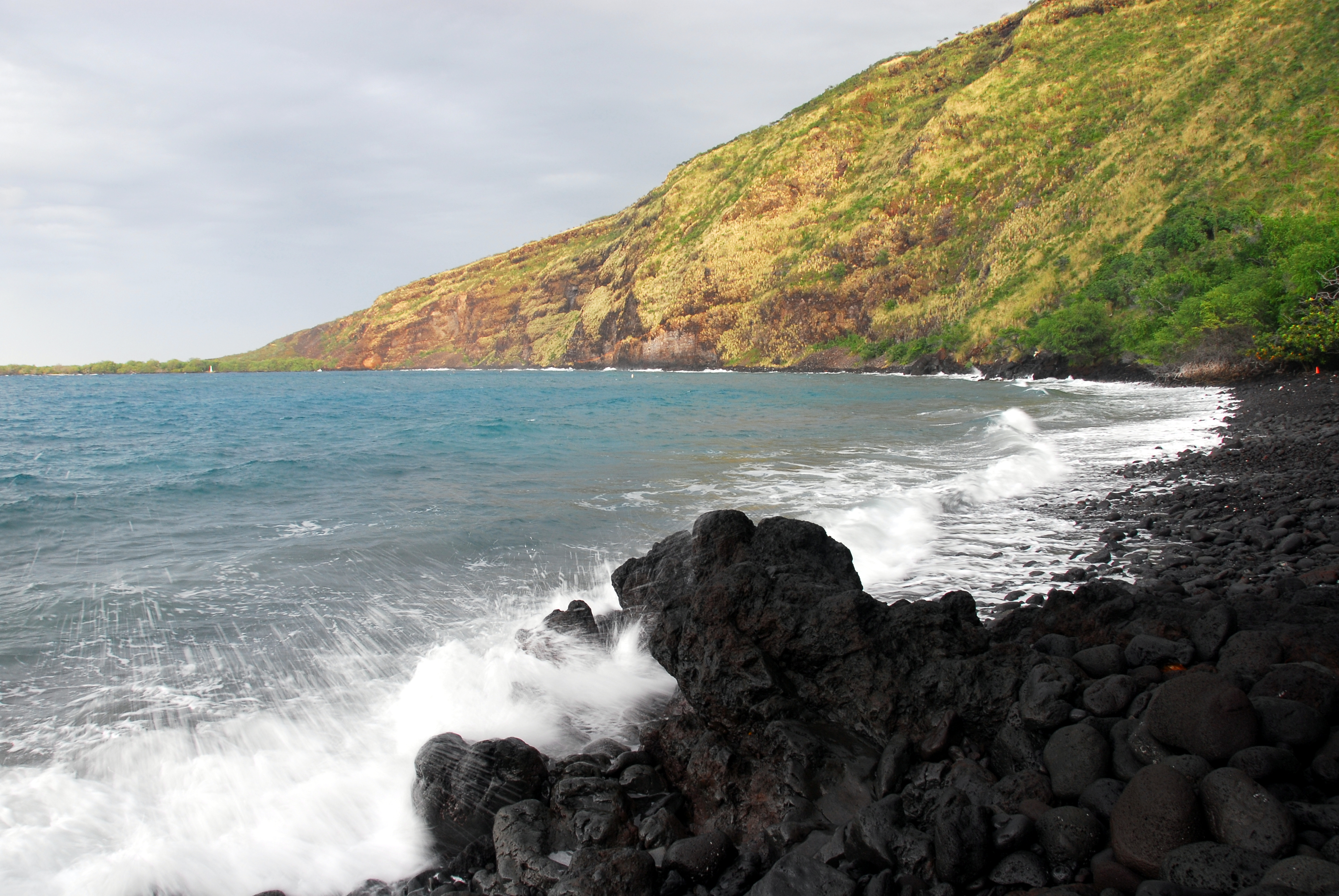
Kealakekua Bay.

La baie de Kealakekua (en anglais Kealakekua Bay) est située sur la côte de Kona, sur l'île d'Hawaï, aux États-Unis. Elle se trouve à une vingtaine de kilomètres au sud de Kailua-Kona.
La région est une zone de conservation de la vie marine, où la pêche est interdite ; la baie est ainsi un lieu renommé pour la plongée et le snorkeling.

## Histoire

### Tradition
L'immense falaise surplombant la baie était autrefois le lieu de sépulture d'un royaume hawaïen. Les ossements du défunt étaient probablement confiés à un enfant avant qu'il soit descendu, attaché à une corde, le long de la paroi afin qu'il les place dans l'un des nombreux trous volcaniques de la falaise. Une fois les ossements enterrés, la corde était coupée, précipitant l'enfant vers la mort et gardant ainsi le secret de leur cachette. C'était un honneur d'être choisi pour cette tâche.

### Découverte par les Occidentaux
Le capitaine James Cook et ses bateaux, le HMS Resolution et le HMS Discovery, ont les premiers aperçu la baie au matin du 17 janvier 1779. À son insu, il entre dans la baie durant l'apogée d'une cérémonie religieuse locale en l'honneur du dieu Lono. Certains Hawaïens croient alors que Cook est l'incarnation de Lono en raison de la ressemblance de ses bateaux à l'un des symboles représentant le dieu. Cook et son équipage restent plusieurs semaines, retrouvant la mer peu de temps après la fin de la cérémonie ; mais après avoir enduré des dommages pendant une tempête, les bateaux font demi-tour et regagnent la baie deux semaines plus tard, le 25 février 1779. Après que des Hawaïens se sont saisis d'une des chaloupes du HMS Resolution, Cook tente de leurrer un des chefs autochtones à bord jusqu'à ce que la chaloupe soit rendue. Une échauffourée s'ensuit, au cours de laquelle Cook est frappé à la tête et poignardé, quasiment à l'endroit même où il a posé le pied la première fois sur l'île. Sur le lieu approximatif des faits, un monument en pierre blanche a été érigé à sa mémoire, ainsi qu'en hommage au Royaume-Uni et aux nageurs, plongeurs et marins confrontés aux récifs de la baie.